# عمر حجي سعد
عمر حجي سعد هو دراج ماليزي، ولد في 12 أكتوبر 1949.

## وصلات خارجية
- عمر حجي سعد على موقع إحصائيات الدراجات الإحترافية (الإنجليزية)
- عمر حجي سعد على موقع أوليمبيديا (الإنجليزية)